# 邁德魯薩
35°10′N 1°12′E / 35.167°N 1.200°E
邁德魯薩（阿拉伯语：‎），是阿爾及利亞的城鎮，位於該國北部，由提亞雷特省負責管轄，是邁德魯薩區的首府，面積216平方公里，2008年人口11,428，人口密度每平方公里53人。